# Daviesa
Daviesa là một chi nhện trong họ Amaurobiidae.